# Данишевский, Карл Юлий Христианович
Карл Ю́лий Христиа́нович Данише́вский (партийный псевдоним — Герман, латыш. Jūlijs Kārlis Daniševskis; 3 (15) мая 1884, Добленский уезд Курляндской губернии — 8 января 1938, Коммунарка) — российский революционер, советский военный и государственный деятель.

## Биография
Родился в латышской крестьянской семье. С 1900 года примкнул к Латвийской социал-демократической рабочей партии. Активный участник Революции 1905 года; делегат IV и V съездов РСДРП, в 1907 году избран в состав ЦК РСДРП. В 1907—1914 годах вёл революционную работу в Петербурге, Баку, Тифлисе, Варшаве, Риге, Либаве, Москве. С 1910 года учился в Московском коммерческом институте, из которого в 1912 году был исключён за участие в революционной деятельности. В 1914 году осуждён на пожизненную ссылку в Нарым, в январе 1917 года совершил побег.

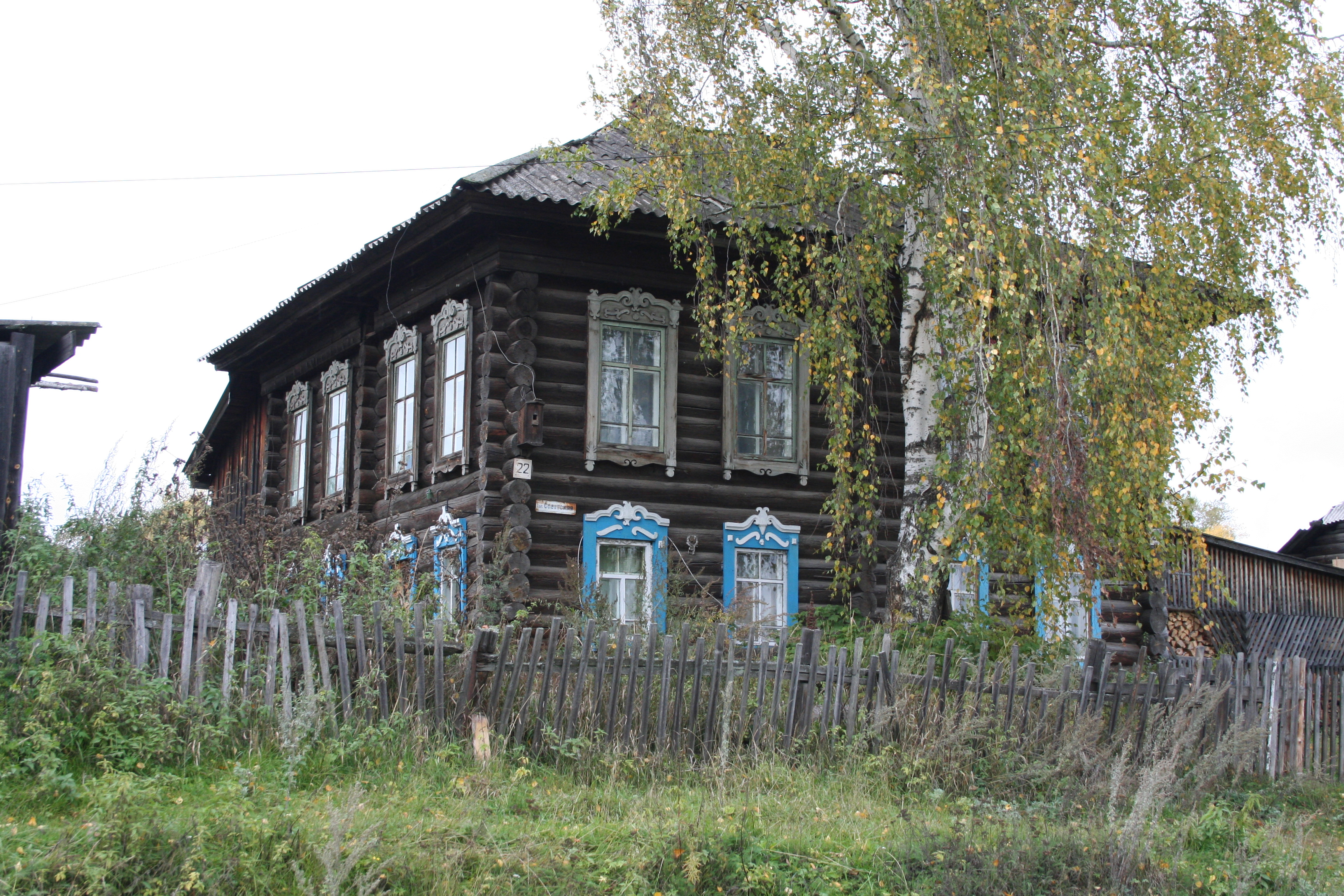
Дом в Молчанове, где жил Данишевский в ссылке

После Февральской революции 1917 года прибыл в Москву, избран членом Московского комитета РСДРП(б) и депутатом Моссовета. С мая 1917 находился в Латвии, один из редакторов большевистских газет «Циня» («Борьба») и «Солдатская правда», вёл революционную агитацию среди рабочих и латышских стрелков. После захвата в сентябре 1917 года Риги германскими войсками находился в подполье, проводил работу по агитации среди солдат оккупационной армии. Был делегатом V Всероссийского съезда Советов в Москве (июль 1918), во время работы которого начался мятеж левых эсеров. По поручению В. И. Ленина Данишевский вместе с И. И. Вацетисом руководил боевыми действиями Латышской стрелковой дивизии, сыгравшей большую роль в ликвидации мятежа. В июле—августе 1918 года был членом РВС Восточного фронта. С сентября 1918 назначен членом РВС Республики.
В январе — мае 1919 года — заместитель председателя правительства Советской Латвии и председатель РВС Латвии. С 14 октября 1918 года по 27 апреля 1919 года — председатель Революционного военного трибунала РСФСР. На VIII съезде партии (март 1919 года) избран кандидатом в члены ЦК РКП(б). В июле 1919 года назначен помощником военного комиссара, а затем военным комиссаром Полевого штаба РВСР. Принимал участие в планировании и проведении операций против армий А. В. Колчака, А. И. Деникина, Н. Н. Юденича и П. Н. Врангеля, являлся одним из проводников красного террора в Крыму. Также фигурировал среди активных советских работников, действовавших на фронте против войск Польши. Был делегатом X съезда РКП(б).
Широко известно его высказывание касательно направления деятельности карающих органов революционной власти, опубликованное в газете «Известия ВЦИК». Первый председатель Реввоентрибунала РСФСР Данишевский заявил: 

«Военные трибуналы не руководствуются и не должны руководствоваться никакими юридическими нормами. Это карающие органы, созданные в процессе напряжённейшей революционной борьбы».
В ноябре 1920 — марте 1921 годов находился в Омске, являлся секретарём Сибирского бюро ЦК РКП(б). В августе 1921 года был назначен председателем правления государственного треста «Северолес», где проработал до 1926 года. В 1923 году подписал оппозиционное «Заявление 46-ти», но вскоре от оппозиции отошёл. С мая 1926 по август 1928 года являлся председателем правления Внешторгбанка СССР, затем председателем акционерного общества «Экспортлес». В 1932—1936 годах был заместителем наркома лесной промышленности СССР. Член ВЦИК и ЦИК СССР ряда созывов. С 1936 года работал начальником «Главюгзаплеса» Наркомата лесной промышленности СССР.
Был арестован 16 июля 1937 года. По обвинению в участии в контрреволюционной террористической организации приговорён Военной коллегией Верховного суда СССР 8 января 1938 года к смертной казни, в тот же день расстрелян. Место захоронения — Расстрельный полигон «Коммунарка», Московская область. Реабилитирован в июле 1956 года ВКВС СССР.
Сын — Сигизмунд Карлович Данишевский (7 апреля 1920 — ?), участник Великой Отечественной войны, специалист в области создания и использования высокотемпературных термопар.

## Киновоплощение
- 1968 — «Шестое июля». В роли Карла Данишевского — Юрис Плявиньш

## Сочинения
- Накануне социальной революции (т. 1—3, 1918—1920).
- Борьба за Советскую Латвию (1929).
- Воспоминания о Ленине (в соавт. с С. С. Каменевым). М., 1972.
- Революционные военные трибуналы. Изд. Реввоентрибунала Республики. М., 1920.